# Вахонін Олексій Іванович
Олексій Вахонін (10 березня 1935, Гаврилівка, СРСР — 1 вересня 1993, Шахти, Росія) — радянський важкоатлет, олімпійський чемпіон.

## Біографія
Батько загинув на фронті коли Олексій був ще малий. Сім'я жила дуже бідно. Олексій рано залишив школу та пішов працювати.

### Спортивна кар'єра
Спортом почав займатися 1956 року. Величезну роль його життя зіграла зустріч із Рудольфом Плюкфельдером на змаганнях першості Сибіру та Далекого Сходу. Він і став тренером. У 1964 році став олімпійським чемпіоном, в результаті складної боротьби з угорським важкоатлетом Імре Фельді. Для цього Вахоніну в останній спробі необхідно було взяти вагу в 142,5 кг, що зробило радянського важкоатлета чемпіоном. Впали оплески, але Вахонін не опускає штангу. Підтискає одну ногу і, як лелека, стоїть на помості, промовивши знамените: «Хо-па!». Через зловживання алкоголем залишив кар'єру вже 1970 року.
Після завершення спортивної кар'єри працював гірником і тренером з важкої атлетики. В останні роки життя він знову пристрастився до алкоголю, що призвело до трагічної загибелі у бійці з сином 1993 року.

## Досягнення
- Чемпіон XVIII Олімпійських ігор 1964, Токіо) у найлегшій вазі (до 56 кг). Сума триборства — 367,5 кілограма (світовий рекорд)
- Чемпіон світу (1963, 1964, 1966)
- Чемпіон Європи (1963, 1965, 1966)
- Чемпіон СРСР (1961—1964, 1966, 1967)

## Нагороди
- Орден «Знак Пошани» (30.03.1965)
- Заслужений майстер спорту СРСР (1964)